# Fundamental (álbum de Puya)
Fundamental es el segundo álbum de estudio de la banda puertorriqueña de metal progresivo Puya. Lanzado en 1999, es su primer lanzamiento en una discográfica internacional (MCA).

## Estilo
El estilo musical de Fundamental abarca géneros como thrash metal, punk rock, death metal, salsa y jazz, así como rock alternativo y rap.

## Listado de canciones
Todas las canciones por Ramón Ortiz y Harold Hopkins Miranda.

| Original |                    |          |  |
| N.º      | Título             | Duración |  |
| 1.       | «"Oasis"»          | 3:45     |  |
| 2.       | «"Fake"»           | 4:08     |  |
| 3.       | «"Fundamental"»    | 4:04     |  |
| 4.       | «"Montate"»        | 3:46     |  |
| 5.       | «"Whatever"»       | 4:06     |  |
| 6.       | «"Retro"»          | 4:52     |  |
| 7.       | «"Keep It Simple"» | 5:00     |  |
| 8.       | «"Sal Pa' Fuera"»  | 3:35     |  |
| 9.       | «"Remora"»         | 2:04     |  |
| 10.      | «"Trinidad"»       | 3:03     |  |
| 11.      | «"Solo"»           | 5:02     |  |
| 12.      | «"No Inventes"»    | 3:28     |  |
| 46:52    |                    |          |  |

| Versión internacional |               |          |  |
| N.º                   | Título        | Duración |  |
| 13.                   | «"Ventana"»   | 4:35     |  |
| 14.                   | «"Mere Niño"» | 5:45     |  |
| 57:12                 |               |          |  |

## Integrantes
- Ramón Ortiz - Guitarra
- Harold Hopkins - Bajo
- Sergio Curbelo - Voz
- Eduardo Paniagua - Batería